# Čauševići
Čauševići (em cirílico: Чаушевићи) é uma vila da Sérvia localizada no município de Prijepolje, pertencente ao distrito de Zlatibor. A sua população era de 139 habitantes segundo o censo de 2011.

## Demografia
| 1948 | 1953 | 1961 | 1971 | 1981 | 1991 | 2002 | 2011 |
| ---- | ---- | ---- | ---- | ---- | ---- | ---- | ---- |
| 190  | 198  | 193  | 175  | 143  | 147  | 132  | 139  |